# Brian Ocampo
Brian Alexis Ocampo Ferreira (Florida, 25 giugno 1999) è un calciatore uruguaiano, attaccante del Cadice e della nazionale uruguaiana.

## Caratteristiche tecniche
È un'ala destra.

## Carriera

### Club
Cresciuto nel settore giovanile del Nacional, ha esordito il 23 luglio 2018 in occasione del match di campionato vinto 3-2 contro il Torque.

### Nazionale
Il 1º giugno 2021 riceve la sua prima convocazione in nazionale maggiore dell'Uruguay sostituendo Giorgian De Arrascaeta che era risultato positivo al COVID-19. Nove giorni dopo viene incluso nella lista dei 26 convocati per la Copa América. Fa il suo debutto con la selezione uruguaiana nel corso della competizione nella sconfitta per 1-0 contro l'Argentina.

## Statistiche

### Cronologia presenze e reti in nazionale
| Cronologia completa delle presenze e delle reti in nazionale ― Uruguay | Cronologia completa delle presenze e delle reti in nazionale ― Uruguay | Cronologia completa delle presenze e delle reti in nazionale ― Uruguay | Cronologia completa delle presenze e delle reti in nazionale ― Uruguay | Cronologia completa delle presenze e delle reti in nazionale ― Uruguay | Cronologia completa delle presenze e delle reti in nazionale ― Uruguay | Cronologia completa delle presenze e delle reti in nazionale ― Uruguay | Cronologia completa delle presenze e delle reti in nazionale ― Uruguay |
| Data                                                                   | Città                                                                  | In casa                                                                | Risultato                                                              | Ospiti                                                                 | Competizione                                                           | Reti                                                                   | Note                                                                   |
| ---------------------------------------------------------------------- | ---------------------------------------------------------------------- | ---------------------------------------------------------------------- | ---------------------------------------------------------------------- | ---------------------------------------------------------------------- | ---------------------------------------------------------------------- | ---------------------------------------------------------------------- | ---------------------------------------------------------------------- |
| 18-6-2021                                                              | Brasilia                                                               | Argentina                                                              | 1 – 0                                                                  | Uruguay                                                                | Coppa America 2021 - 1º turno                                          | -                                                                      | 65’ 90’                                                                |
| Totale                                                                 |                                                                        | Presenze                                                               | 1                                                                      |                                                                        | Reti                                                                   | 0                                                                      |                                                                        |